# 小霍金河
小霍金河（英語：Little Hocking River）是俄亥俄河的一条小型支流，长约18.4英里（29.6），位于美国俄亥俄州东南部，流域面积为102平方英里（260平方），通过俄亥俄河注入密西西比河。干流全部位于华盛顿县西南部，其支流也有一个小区域位于雅典县东南部。